# ベルリン・コンテンポラリー・ジャズ・オーケストラ
ベルリン・コンテンポラリー・ジャズ・オーケストラ（Berlin Contemporary Jazz Orchestra）は、アレクサンダー・フォン・シュリッペンバッハが率いるドイツの大規模ジャズ・アンサンブル。オーケストラ・ジャズと実験的なビッグバンド音楽を演奏し、ミシャ・メンゲルベルクやケニー・ホイーラーといった著名なミュージシャンをメンバーに迎えている。演奏活動は比較的少ないものの、1988年にシュリッペンバッハによって設立されたこのオーケストラは、カーラ・ブレイ、マンフレート・ショーフ、ウィレム・ブロイカーなど、多くのアーティストに委嘱されている。

## 設立メンバー
- マーク・スタッツ・ブコウヤ (Marc Stutz Boukouya)
- アクセル・ドナー (Axel Dörner)
- ゲルト・デュデック (Gerd Dudek)
- ブルーノ・ライヒト (Bruno Leicht)
- ウォルター・ガウヘル (Walter Gauchel)
- ダン・ゴットシャル (Dan Gottshall)
- トーマス・ヘベラー (Thomas Heberer)
- ヨルグ・フーク (Jörg Huke)
- 井野信義 (Nobuyoshi Ino)
- ポール・ローフェンス (Paul Lovens)
- ヘンリー・ロウサー (Henry Lowther)
- ルディ・マハール (Rudi Mahall)
- エヴァン・パーカー (Evan Parker)
- 高瀬アキ (Aki Takase)
- アレクサンダー・フォン・シュリッペンバッハ (Alexander von Schlippenbach)
- フェリックス・ヴァーンシャッフェ (Felix Wahnschaffe)
- ウッツ・ツィマーマン (Utz Zimmermann)

## ディスコグラフィ

### アルバム
- 『ベルリン・コンテンポラリー・ジャズ・オーケストラ』 - Berlin Contemporary Jazz Orchestra (1990年、ECM)[3]
- The Morlocks and Other Pieces (1994年、FMP)[4]
- 『ライヴ・イン・ジャパン1996』 - Live in Japan '96 (1998年、DIW)[5]